# 美好人生 (歌曲)
《美好人生》（英語：Good Life）是美國流行搖滾樂團共和世代的一首歌曲，收錄於他們的第2張錄音室專輯《甦醒》中，歌曲由瑞恩·泰德、布倫特·庫澤、諾爾·贊卡內拉、艾迪·費雪創作，并由泰德、庫澤、贊卡內拉製作。歌曲原本於2010年11月作為單曲發行，但在一些媒體使用之後才流行起來。Google曾在其时代精神2010年“年度回顧”影片中使用歌曲。此外，電影《緋聞計劃》亦使用了這首歌曲。
歌曲發行後獲得了樂評的好評，About.com給予歌曲五星評分，寫道：“《美好人生》不僅‘管他的，有什麼好抱怨的呢’等歌詞與每個人息息相關，還有獨特的音樂表達，讓歌曲在滿電台聽起來一模一樣的歌曲中脫穎而出。”《滾石》則將歌曲列為有史以來15強口哨歌曲榜單中。此外，歌曲亦收穫了商業成功，在美國《告示牌》百强单曲榜最高排第8名，截止2014年1月其在當地銷量已超過300萬。
《美好人生》的混音版與巴比瑞合作，於2011年6月在電台發行。歌曲的音樂錄影帶共有兩部，一部在洛杉磯西山拍攝，而另一部則在華特迪士尼世界度假區神奇王國拍攝。樂團曾多次現場表演了歌曲。

## 音樂錄影帶
《美好人生》的音樂錄影帶在洛杉磯西山拍攝，於2011年2月14日首播。錄影帶處理成老電影風格。在錄影帶中，樂團在一個田野中表演這首歌曲，凯特·布兰切特、安妮·海瑟薇、尼古拉斯·凯奇和羅素·高爾等人參與了影片的客串。2011年12月，歌曲的第二部音樂錄影帶發行。這一部錄影帶全程在華特迪士尼世界度假區神奇王國拍攝。錄影帶中，樂團在灰姑娘城堡中表演這首歌曲。

## 現場表演
2011年4月5日，樂團在電視節目《舞动奇迹》上現場表演了歌曲。6月，樂團主唱瑞恩·泰德攜手《美國之聲》選手贝弗利·麦克莱伦在《美國之聲》上現場表演了歌曲。在2011年青少年票選獎，共和世代表演了歌曲。樂團還在艾倫秀上表演了《美好人生》。在2013年《迪克·克拉克的跨年搖滾夜》中，樂團再次表演了歌曲。
此外，樂團還多次在音樂頒獎典禮上現場表演了歌曲，包括2011年全美音樂獎和2011年《告示牌》音樂獎。

## 曲目列表
- CD單曲[15]與數位下載[16]

1. "Good Life" (new mix version) – 4:05
2. "Good Life" (Demolition Crew remix) – 4:12

- 數位下載 — 混音[17]

1. "Good Life" (featuring B.o.B) – 3:50

## 榜單成績與銷售認證
| 榜單（2010年-2012年）                | 最高 排位 |
| ------------------------------------ | --------- |
| 澳大利亞（澳大利亚唱片业协会單曲榜） | 62        |
| 奥地利（Ö3四十强单曲榜）             | 9         |
| 加拿大（Canadian Hot 100）           | 5         |
| 丹麥（Hitlisten单曲榜）              | 19        |
| 德国（德國官方單曲榜）               | 19        |
| 德國（電台榜）                       | 1         |
| 愛爾蘭（愛爾蘭唱片音樂協會单曲榜）   | 41        |
| 意大利（意大利音乐产业联盟）         | 47        |
| 盧森堡（《告示牌》數位歌曲榜）       | 8         |
| 荷兰（荷蘭四十強單曲榜）             | 25        |
| 新西兰（新西兰唱片音乐协会单曲榜）   | 22        |
| 瑞典（瑞典最熱榜）                   | 41        |
| 瑞士（瑞士热门音乐榜）               | 14        |
| 美国（《告示牌》百大單曲榜）         | 8         |
| 美國（《告示牌》成人當代單曲榜）     | 2         |
| 美國（《告示牌》Adult Pop Airplay）  | 1         |
| 美國（《告示牌》热门拉丁歌曲）       | 48        |
| 美國（《告示牌》Latin Pop Airplay）  | 17        |
| 美國（《告示牌》Pop Airplay）        | 6         |

| 榜單（2011年）               | 排位 |
| ---------------------------- | ---- |
| 奧地利（Ö3四十強單曲榜）     | 71   |
| 加拿大（加拿大百強單曲榜）   | 36   |
| 美國（《告示牌》百強單曲榜） | 25   |

| 地區                                  | 认证    | 认证单位/销量 |
| ------------------------------------- | ------- | ------------- |
| 新西兰（新西兰唱片音乐协会）          | 金      | 7,500*        |
| 美国（美國唱片業協會）                | 3× 白金 | 3,309,000     |
| 流媒體                                |         |               |
| 丹麦（國際唱片業協會丹麥分會）        | 金      | 900,000^      |
| *僅含認證的實際銷量 ^僅含認證的出貨量 |         |               |

## 發行歷史
| 國家 | 日期          | 形式                |
| ---- | ------------- | ------------------- |
| 美國 | 2010年5月3日  | 當代流行電台        |
| 德國 | 2010年12月3日 | CD單曲              |
| 美國 | 2011年6月21日 | 數位下載 （混音版） |